# Listronius robertsianus
Listronius robertsianus är en loppart som först beskrevs av Jordan 1938.  Listronius robertsianus ingår i släktet Listronius och familjen Rhopalopsyllidae. Inga underarter finns listade i Catalogue of Life.